# Pseudosmittia neobilobulata
Pseudosmittia neobilobulata är en tvåvingeart som beskrevs av Analia C.Paggi 1993. Pseudosmittia neobilobulata ingår i släktet Pseudosmittia och familjen fjädermyggor. Inga underarter finns listade i Catalogue of Life.